# Amalie
Amalie er et pigenavn, en kortform til gamle germanske navne, sammensat med ordet amal- med betydningen "virksom", "handlekraftig" eller "flittig". 
Udover det "originale" er der også kombinationer så som: Sophie Amalie og Charlotte Amalie. Andre varianter kan være: Amalia,  Amelie og Amelia
I Danmark findes omkring 7900 personer med navnet ifølge Danmarks Statistik.
Navnet Amalie har navnedag den 7. oktober

## Kendte personer med navnet

### Kongelige
- Sophie Amalie af Braunschweig-Lüneburg, dansk dronning til Frederik 3.
- Charlotte Amalie af Hessen-Kassel, dansk dronning til Christian 5.
- Caroline Amalie af Augustenborg, dansk dronning til Christian 8.

### Øvrige
- Amalie Ihle Alstrup, dubber og tidligere barnestjerne.
- Amalie Bruun, dansk sangerinde
- Amalie Dollerup, dansk skuespiller.
- Amelia "Minnie" Driver, britisk skuespiller, sanger og sangskriver.
- Amelia Earhart, amerikansk flypioner.
- Sophia Amalie Bardenfleth, dansk dekanesse.
- Sophie Amalie Lindenov, dansk godsejer.
- Amalie Malling, dansk pianist
- Sophie Amalie Moth, Christian 5.s elskerinde.
- Amalie Skram, norsk-dansk forfatter.
- Amalie Szigethy, realitystjerne og sanger.

## Navne anvendt fiktion
- Den fabelagtige Amélie fra Montmartre er titlen på en fransk film fra 2001.
- På'en igen Amalie er en dansk film fra 1973.
- "Amelia" er titlen på en sang af Joni Mitchell fra albummet Hejira (titlen hentyder til Amelia Earhart).
- Amelia er titlen på en film med den Oscar-belønnede skuespillerinde Hilary Swank i hovedrollen, fra 2009.
- Godnat Amalie er navnet på en børnebog af Russell Hoban, oversat af Ellen Kirk

## Andre anvendelser
- Charlotte Amalie er hovedstad på øen, Sankt Thomas. Opkaldt efter dronning Charlotte Amalie.
- Hotel Sophie Amalie, København, Danmark.
- Sophia Amalia var navnet på Danmarks første kongeskib, navngivet efter dronning Sophie Amalie.
- Amaliegade, gade i København
- Amaliegade (Silkeborg), gade i Silkeborg
- Amaliehaven, have mellem Amalienborg og havnen i København